# Hana Kimura
Hana Kimura, född 3 september 1997 i Yokohama, Kanagawa, död 23 maj 2020 i Kōtō, Tokyo var en japansk fribrottare känd från förbundet World Wonder Ring Stardom, vanligtvis refererat till som enbart "Stardom". Hon var en andra generationens fribrottare, hennes mor Kyoko Kimura var också en känd fribrottare i Japan. Hon är även känd från Netflix-dokusåpan Terrace House där hon deltog i den femte säsongen, 2019-2020. Resterande del av säsongen ställdes in efter hennes död. Kimuras död startade en stor debatt om internetmobbning på sociala medier.